# Syntherata
Syntherata é um gênero de mariposa pertencente à família Bombycidae.